# Callum Styles
Callum John Styles (* 27. März 2000 in Bury, England) ist ein ungarisch-englischer Fußballspieler.

## Karriere

### Verein
Styles spielte in seiner Jugend beim FC Burnley und wechselte zur Saison 2016/17 zum FC Bury. Am 8. Mai 2016 hatte er sein Debüt in der League One. Damit wurde er zum ersten im Jahr 2000 geborenen Spieler in der EFL. Zur Saison 2018/19 wechselte er zum FC Barnsley. Auf Leihbasis wurde er von August bis Dezember 2018 an den FC Bury verliehen. Nach seiner Rückkehr stieg er mit Barnsley in die EFL Championship auf. Im September 2022 ging er leihweise zum FC Millwall, wo er bis Ende Mai 2023 blieb. Ab Februar 2024 wurde an den AFC Sunderland verliehen.

### Nationalmannschaft
Sein Debüt im Trikot der ungarischen A-Nationalmannschaft hatte er am 24. März 2022, als er bei einer 0:1-Freundschaftsspielniederlage gegen Serbien in der 70. Minute für Zsolt Nagy eingewechselt wurde. Anschließend war er in allen Partien seiner Mannschaft der Nations League 2022/23 aktiv und auch in fast allen Spielen der Qualifikation für die Europameisterschaft 2024.